# سلفژ

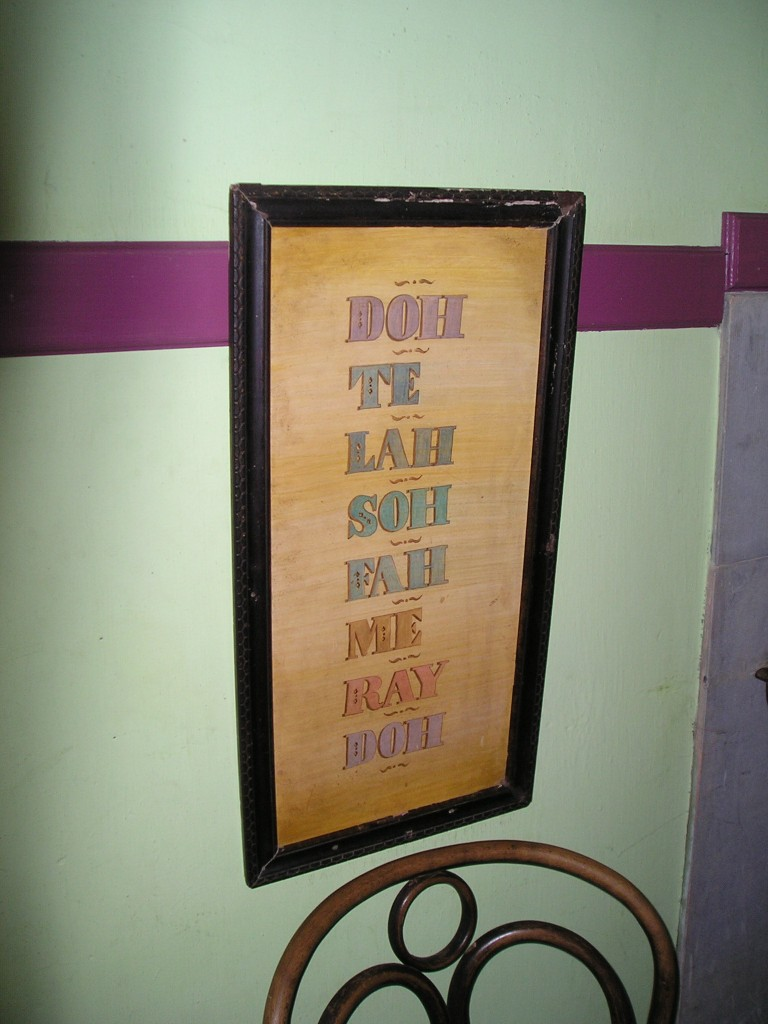
تابلو سلفژ در کلاس درس ایرلندی

سُلفِژ (به فرانسوی: solfège) یا سرایش، در موسیقی، تکنیکی آموزشی برای آموزش نواک و آوازخوانی است که در آن هر نُتِ میزان با سیلاب خاصی که سیلابُ سُلفژ (یا سُلافاسیلاب) نامیده می‌شود، خوانده می‌شوند. هفت سیلاب که عملاً استفاده می‌شوند عبارت‌اند از: دو، رِ، می، فا، سُل، لا، سی (یا تی).
برای سلفژ تعاریف متعددی بیان می‌شود. سلفژ را می‌توان خواندن مجموعه‌ای از نت‌ها به‌صورت پی‌درپی و پشت‌سرهم و با رعایت قوانین نت‌ها و سکوت‌ها معرفی کرد. پایهٔ یادگیری سلفژ دانستن ارزش زمانیِ هر نت است و در کنار این باید ارزش زمانیِ هر سکوت را نیز بدانیم.

## علم سلفژ در موسیقی
به‌طور خلاصه، خواندن و نوشتن نت‌های موسیقی را که اغلب با آموزش تئوریک همراه است «سلفژ» می‌گوییم. سه رُکن اساسی را می‌توان در آن تفکیک نمود که عبارتند از: خواندن (نت خوانی) نوشتن (دیکتهٔ موسیقی) و تئوری موسیقی که مفهوم سلفژ را می‌توان به مورد اول نزدیک‌تر دانست. سلفژ از دروس مهم و همیشگی هنرستان‌ها، دانشگاه‌ها و کنسرواتورهای موسیقی دنیاست و تمام نوازندگان، خوانندگان، آهنگ‌سازان، تنظیم‌کنندگان موسیقی و رهبران ارکستر و تمام فعالان عرصهٔ موسیقی باید تسلط کامل بر روی این درس داشته‌باشند.
در سلفژ سه مبحث به‌طور متناوب و جداگانه آموزش داده می‌شوند:
1. صداخوانی (به ایتالیایی: cantati) (کانتاتی)
2. وزن‌خوانی (به ایتالیایی: parlati) (پارلاتی)
3. دیکتهٔ موسیقی (به انگلیسی: music dictation)

- کانتاتی cantati (صداخوانی): کانتاتی به‌معنی خواندن صدا و فرکانس نت‌ها به‌شکل صحیح و دقیق است. در این درس، هنرجو این توانایی را پیدا می‌کند که صدای هر نت دقیقاً آن‌گونه که هست بخواند؛ یعنی به‌طوری‌که اگر نتِ «دو» به‌همراه پیانو خوانده شود، صدایی که از حنجرهٔ فرد خارج می‌شود دقیقاً با پیانو یکسان است. درنهایت، هنرجو در این درس توانایی خواندن انواع نت را به‌طور دقیق و در گام‌های مختلف پیدا می‌کند.
- پارلاتی parlati (وزن‌خوانی): جهان را ریتم به نظم کشیده، و موسیقیِ بدون ریتم حکم نقاشیِ بدون قلم و رنگ را دارد. ازاین‌رو مطالعهٔ انواع وزن‌ها و الگوهای ریتمی برای هر علاقه‌مند به موسیقی بسیار مهم و ضروری است. وزن‌خوانی (پارلاتی) در واقع همان خواندن کشش نت‌هاست.
- دیکتهٔ موسیقی music dictation: در دیکته، دیکتهٔ ریتم و دیکتهٔ صدا به‌طور متناوب کار می‌شود، و هنرجو با ممارست و تمرین فراوان، توانایی نوشتن نت موسیقی‌ای را که می‌شنود پیدا می‌کند.